# Перрі Крісті
Перрі Гладстон Крісті (англ. Perry Gladstone Christie; нар. 21 серпня 1943 Нассау, Багамські Острови) — багамський політик, адвокат і спортсмен, прем'єр-міністр 2002-2007 та 2012-2017 роках. Лідер прогресивної ліберальної партії з 1997 року.

## Біографія
Перрі Крісті народився в 1943 році в Нассау. Виріс у Центральному районі Нью-Провіденс, в районі, відомому як "The Valley". Відвідував урядову середню школу, з якої, однак, був відрахований. Продовжив свою освіту у Східній старшій школі і у Нассауському вечірньому інституті. Потім він переїхав до Сполученого Королівства, де в 1969 році закінчив Університетський коледж і Бірмінгемський університет. Під час навчання займався легкою атлетикою, входив до спортивного клубу «Піонери». В 1960 році він представляв Багамські острови на іграх Федерації Вест-Індії в Кінгстоні, а в 1962 році — в Іграх Центральної Америки та Карибського басейну у Кінгстоні, де завоював бронзову медаль з потрійного стрибку з результатом 14,98 м.
У 1969 році, відразу після закінчення навчання, займався адвокатурою у Великій Британії та на Багамських островах. Повернувся на Багамські острови, де заснував юридичну фірму "Christie, Ingraham & Company".
Наприкінці 1960-х він увійшов до лав ПЛП, де став членом Національного комітету позитивних дій, неформального угрупування молодих чорношкірих активістів. У листопаді 1977 року був призначений наймолодшим сенатором в історії Багамських островів. Цю посаду обіймав до червня 1977 року. в січні 1978 року був призначений головою Gaming Authority, органу що регулює роботу казино. На парламентських виборах в 1977 році, він брав участь від Прогресивної ліберальної партії у виборчому окрузі Centreville. Після перемоги, Перрі Крісті увійшов до кабінету Ліндена Пінлінга, в якому він став міністром охорони здоров'я і соціального забезпечення. Беручи участь на наступних виборах в червні 1982 року, він очолив міністерство туризму. Після звинувачення на адресу уряду Піндлінга у масовій корупції та хабарництві в 1984 році, Перрі Крісті вийшов зі складу уряду.
Перрі Крісті брав участь у виборах 1987 року, на яких він йшов безпартійним і отримав місце в парламенті. Після повернення в березні 1990 року в ПЛП, Крісті стає міністром сільського господарства, торгівлі і промисловості. На парламентських виборах у серпні 1992 року, він захистив своє місце в парламенті, незважаючи на те що партія отримала набагато менше голосів ніж на минулих виборах. У січні 1993 року він був обраний заступником лідера партії і взяв на себе відповідальність за позапарламентську діяльність ПЛП. На парламентських виборах в березні 1997 року Перрі Крісті зберіг місце в парламенті висунувшись від новоствореного району Farm Road. ПЛП зберегла за собою лише шість місць в парламенті.
У квітні 1997 року, Перрі Крісті обраний на спеціальному засіданні новим лідером партії ПЛП, змінивши Ліндена Піндлінга, який очолював партію з 1956 року. Він переважав на виборах проти двох суперників, д-ра Бернарда і Філіпа Галаніс. Два дні потому, 7 квітня він був призначений генерал-губернатором сером Елтоном Орвіллом Тернквестом офіційним лідером опозиції. На парламентських виборах 2 травня 2002 Перрі Крісті отримує перемогу на виборах і його партія отримала 29 з 40 місць в Парламенті. 3 травня він стає третім прем'єр-міністром в історії Багамських островів після проголошення незалежності. В результаті перенесеного 3 травня 2005 інсульту, він був змушений зняти з себе повноваження прем'єр-міністра, в результаті заступник прем'єр-міністра Синтія Пратт тимчасово очолила уряд з 4 травня по 6 червня 2005.
Після п'яти років на посаді прем'єр-міністра, Крісті брав участь у виборах, як голова Прогресивної ліберальної партії (ПЛП), зазнав поразки у травні 2007 року на загальних виборах, зайнявши 18 місць у парламенті проти 23 і визнав свою поразку у телефонній розмові з лідером FNM Інгремом. Після того, як новий уряд FNM був приведений до присяги, Крісті був приведений до присяги як лідер опозиції.
Крісті був знову обраний прем'єр-міністром Багамських островів 7 травня 2012 року. Після нищівної поразки Прогресивної ліберальної партії на виборах 2017 року пішов у відставку.